# Wygodasilus pulchripes
Wygodasilus pulchripes là một loài ruồi trong họ Asilidae. Wygodasilus pulchripes được Bromley miêu tả năm 1928.